# Trilepidea adamsii
Trilepidea adamsii är en tvåhjärtbladig växtart som beskrevs av Van Tiegh.. Trilepidea adamsii ingår i släktet Trilepidea och familjen Loranthaceae. Inga underarter finns listade i Catalogue of Life.